# Mystus ankutta
Mystus ankutta är en fiskart som beskrevs av Pethiyagoda, Silva och Kalana Maduwage 2008. Mystus ankutta ingår i släktet Mystus och familjen Bagridae. Inga underarter finns listade i Catalogue of Life.